# Partia Demokratyczna (Kenia)
Partia Demokratyczna (PD) – kenijska partia konserwatywna. W wyborach parlamentarnych  odbywających się w 2002 roku partia wchodziła w skład Narodowej Tęczowej Koalicji, która zdobyła 56,1% głosów, co pozwoziło koalicji na wystawienie 125 reprezentantów do parlamentu oraz uzyskanie większości parlamentarnej. W wyborach prezydenckich z 2002 roku partia poparła kandydaturę lidera PD Mwai Kibakego, który uzyskał elekcję na stanowisko prezydenta Kenii.
W wyborach parlamentarnych w 2007 roku PD weszła w skład nowo powstałej Partii Jedności Narodowej.